# Woltemade Kruis
Het Woltemade Kruis, in het Engels "The Woltemade award for Bravery" geheten, is een hoge Zuid-Afrikaanse onderscheiding voor dapperheid, met name het redden van een mensenleven terwijl daarbij ook het eigen leven in gevaar is.
Het kruis wordt aan een blauw lint met een donkerrode bies om de hals gedragen. Het gouden kruis, dat vier afgeronde armen heeft, draagt in het midden een gouden medaillon met een afbeelding van Woltemade die te paard drenkelingen redt. Als verbinding tussen lint en kruis is een eenvoudige gouden gesp aangebracht.
De ontstaansgeschiedenis van het kruis hangt samen met de verwijdering tussen Zuid-Afrika en de Britse kroon. In 1939 was er een "Union of South Africa King's Medal for Bravery" ingesteld in goud en in zilver. Ook deze medaille was gedacht voor uitzonderlijke moed bij het redden van levens. Het lint was blauw met donker oranjerode biezen.
Woltemade was op de keerzijde afgebeeld en daarom werd de medaille ook wel "Woltemade Medaille" genoemd.
Toen op 31 mei 1961 de Republiek Zuid-Afrika werd uitgeroepen verviel deze medaille.
De naamgever is Wolraad Woltemade die in de 18e eeuw veel levens van zeelieden redde. Het woord "woltemade" betekent ook "uit het goede hout gesneden" en is in die zin deel van de Afrikaanse taal.
Pas in 1970 werd de vervanger, de "Woltemade Decoration for Bravery" ingesteld die hetzelfde lint kreeg.
In 1988 werd de naam gewijzigd in "Woltemade Cross for Bravery".
Naar Brits voorbeeld mogen de dragers van de gouden en zilveren kruisen de letters "WD" achter hun naam dragen.
Na 2002 werd het kruis niet langer toegekend. Het werd vervangen door de Orde van Mendi.

## De hervormingen van na 2000
President Nelson Mandela liet bekendmaken dat hij het ordestelsel wilde hervormen. De Zuid-Afrikaanse regering zag de orden als een reliek van de apartheid met een te duidelijk Europese, en niet Afrikaanse, achtergrond en symboliek. De volkeren van Zuidelijk Afrika kenden geen ridderorden. De vormgeving van deze orde werd als "negatief" beoordeeld. Dat gold met name voor de stralen, de kleuren, het anker en het Latijn van het motto van de Orde van de Goeie Hoop. Ook de traditionele Europese vormgeving van deze orde werd bezwaarlijk gevonden.